# Naturama (Dänemark)

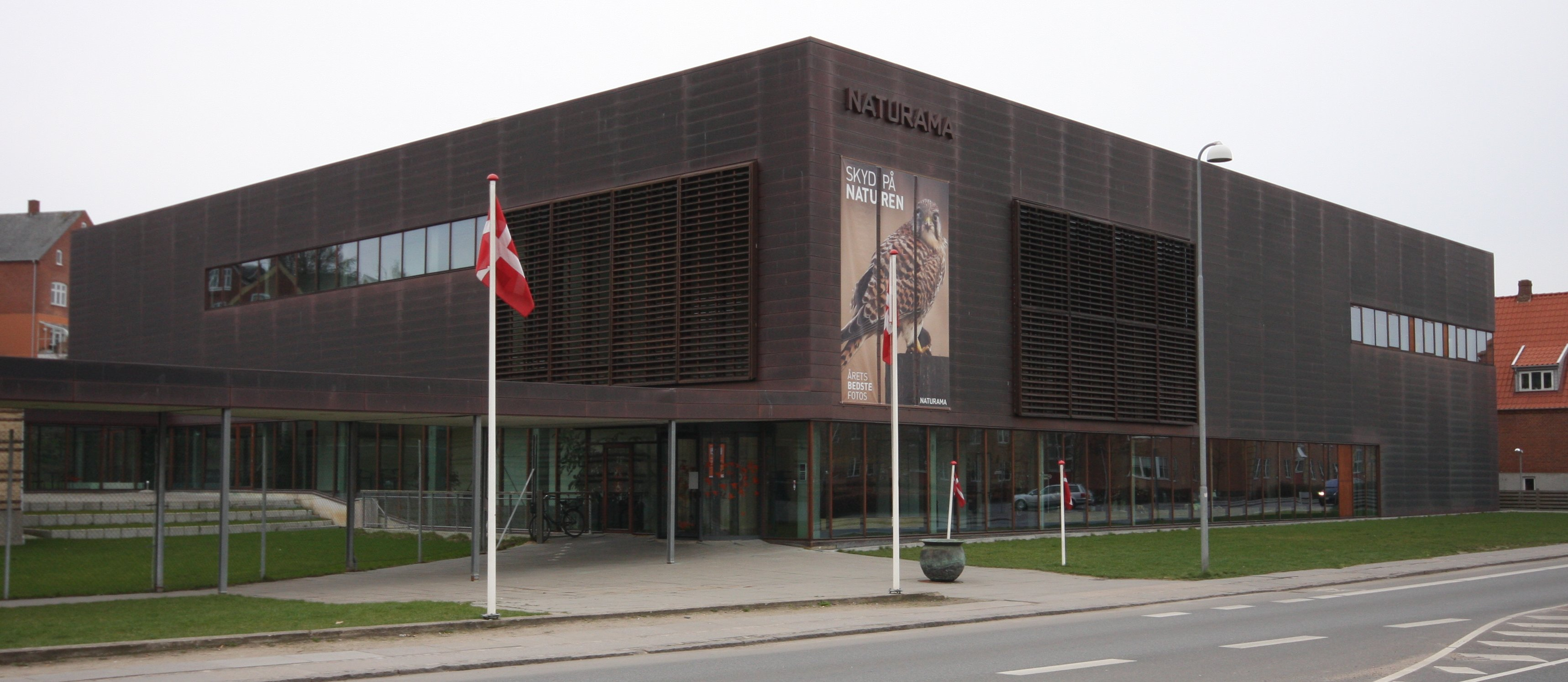
Neues Ausstellungsgebäude

Das Naturama ist ein Zoologisches Museum in Svendborg. Von der Eröffnung am 2. Juni 1935 bis zum Januar 2005 hieß es Zoologisk Museum. Am 30. April 2003 wurde mit der Errichtung eines neuen Ausstellungsgebäudes begonnen. Am 3. September 2003 legten Königin Margrethe II. und Prinzgemahl Henrik den Grundstein. Mit Einweihung am 18. April 2005 vergrößerte sich die Ausstellungsfläche von 700 m² auf 4.200 m².